# Coniopteryx (Coniopteryx) lobifrons
Coniopteryx (Coniopteryx) lobifrons is een insect uit de familie van de dwerggaasvliegen (Coniopterygidae), die tot de orde netvleugeligen (Neuroptera) behoort. 
Coniopteryx (Coniopteryx) lobifrons is voor het eerst wetenschappelijk beschreven door Murphy & Lee in 1971.